# Бета Весов
Бе́та Весо́в (β Lib) — бело-голубая звезда главной последовательности в созвездии Весов на расстоянии около 160 световых лет от Солнца. Имеет несколько исторических названий:
- Зубен эль Шемали (Зубенэльшемали) от арабского الزبن الشمالية (al-zuban al-šamāliyyah) что означает «северная клешня» (соответственно «южная клешня» — α Весов), так как созвездие Весов считалось «клешнями» Скорпиона[1].
- Киффа Бореалис (Kiffa Borealis) от латинского «северная чаша» (весов)[2].

Зубен эль Шемали — горячая звезда главной последовательности спектрального класса B (B8) с поверхностной температурой порядка 12 000 кельвинов. В то время как такие звезды обычно считают бело-голубыми, у Зубен эль Шемали долго сохранялась репутация единственной звезды, видимой невооружённым глазом, которая кажется человеческому глазу зелёной. Другие утверждали, что это просто иллюзия, на самом деле звезда белая. Высокая температура звезды и её простой спектр делает звезду идеальным инструментом для исследования межзвёздного газа между ней и Солнцем. Как и большинство звезд своего класса, она вращается почти в 100 раз быстрее, чем Солнце.
Звезда имеет лёгкую переменность, возможно у неё есть невидимый спутник, который периодически её затмевает. Однако древние астрономы Птолемей и Эратосфен утверждали, что звезда была более яркой, чем находящийся по соседству Антарес. Было ли это на самом деле, и почему Зубен эль Шемали потеряла яркость, неизвестно.